# Мещерский, Иосиф Александрович
Князь Иосиф Александрович Мещерский (2 (14) февраля 1821, Тверь — 27 апреля (9 мая) 1884, Москва) — русский межевой инженер, историк архивного дела; действительный статский советник.

## Биография
Родился 2 февраля 1821 года[по какому календарю?] в Твери в семье отставного майора князя Александра Прокофьевича Мещерского (1788—25.08.1822) (младшего сына генерал-лейтенанта князя Прокофия Васильевича Мещерского) и его супруги Ольги Иосифовны (23.11.1805—8.08.1879).
Учился в 1-м Московском кадетском корпусе. В службу вступил 8 августа 1839 года в чине прапорщика. Подпоручик (10.07.1844); поручик (23.01.1848). 29.08.1846—20.08.1848 учился в Императорской военной академии, по окончании которой был причислен к Генеральному штабу. Подполковник (15.04.1856); полковник (14.02.1860).
В 1859—1860 годах и с 1864 года служил старшим членом московской Межевой канцелярии; с 1860 года был вице-директором Лесного департамента Министерства государственных имуществ. С 16 мая 1868 года — действительный статский советник.
Иосиф Александрович Мещерский известен как автор первого исследования по истории архива Московской межевой канцелярии, которое он опубликовал в 1868 году в «Современной летописи». Также он являлся редактором 2-го издания «Межевого сборника» (1879 год) — свода межевых законов Российской империи.
Переводил пьесы Мольера.
Умер 27 апреля (9 мая) 1884 года в Москве. Похоронен рядом с матерью на кладбище Алексеевского монастыря. Некролог о его кончине был напечатан в пятом номере «Межевого журнала» за 1884 год.

## Награды
- Орден Св. Анны 3-й ст. (1849)[4]
- Орден Св. Станислава 2-й ст. (1858)[5]
- Орден Св. Анны 2-й ст. (1863)[5]
- Орден Св. Владимира 3-й ст. (1871)[5]
- Орден Св. Станислава 1-й ст. (1873)[8]
- Знак отличия беспорочной службы за XXV лет[8].
- Бронзовая медаль в память войны 1853—1856[5].

## Семья
Брат:

князь Василий Александрович (19.02.1820 — 1.10.1878) — штабс-капитан в отставке; служил надзирателем при фельдшерской школе Московского воспитательного дома. Его жена: Франциска Германовна (Ермолаевна) Гундиус (3.06.1823—1894/95). Их дети:
- Федор (2.04.1848 — ?), действительный статский советник (1.01.1914), старший землемер Межевой канцелярии, директор Писцового архива[9].
- Ольга (14.03.1849—19.08.1850)[1],
- Александр (22.06.1850 — ?),
- Ольга (28.07.1851 — ?)[2],
- София (7.01.1854—9.11.1856)[10],
- Иосиф (19.11.1855—1919), его дети - Юрий, Владимир и Николай,
- Николай (14.01.1860 — ?).